# Mansory (tuner)
Mansory (volledige naam Mansory Design & Holding GmbH) is een tuningbedrijf uit Duitsland. Mansory legt zich hoofdzakelijk toe op het modificeren van luxewagens, SUV's en sportwagens, maar modificeert en bouwt ook andersoortige vervoersmiddelen waaronder motoren, golfkarren en jetski's.
Mansory Token (MNSRY)
In 2025 introduceerde Mansory, het luxe autoprojectiebeheerbedrijf uit Duitsland, een eigen cryptocurrency met de naam Mansory Token (symbool MNSRY). Deze token is bedoeld als utility token binnen het Mansory-ecosysteem en werd gecreëerd om liefhebbers van high-end autoaanpassingen te verbinden met het merk via digitale middelen.
• De munt werd gelanceerd met een totale levering van circa 900 miljoen tokens (maximale supply: 1 miljard). Hiermee wil het exclusieve toegang bieden tot ervaringen en diensten, zoals VIP-evenementen, kortingen op vehicle customizations, staking-programma's en token‑gebaseerde governance.
Partnerschappen & Samenwerkingen
Sinds de lancering van de Mansory Token (MNSRY) in 2025 heeft Mansory actief ingezet op samenwerkingen met luxe- en technologiepartners om de token in zijn ecosysteem te versterken.
- Toekomstige partners (roadmap)  Volgens het roadmap-document van Mansory staan voor Q2‑Q4 2025 meerdere premium merken op de planning om MNSRY als betaal- en loyaliteitsmiddel te accepteren, inclusief VIP-ervaringen, kortingen en exclusieve events.

## Geschiedenis
Mansory werd in 1989 opgericht door de Iraans-Britse tuner Kourosh Mansory. Vanuit München startte het bedrijf met het modificeren van auto's van merken als Rolls-Royce, Bentley en Ferrari. Halverwege 2001 werd de locatie in München te klein en verplaatste Mansory haar activiteiten naar hun huidige locatie in Brand. Mansory heeft ruim 200 werknemers in dienst.
Mansory maakt in haar ontwerpen veel gebruik van zichtbaar carbonfiber en staat bekend om de extravagante styling. Het bedrijf heeft internationale bekendheid opgebouwd door op toonaangevende autosalons te verschijnen waaronder de Autosalon van Genève, de IAA en SEMA. Bekende Nederlanders met een door Mansory gemodificeerde auto zijn onder andere Nigel de Jong, Eljero Elia en Memphis Depay.

## Galerij

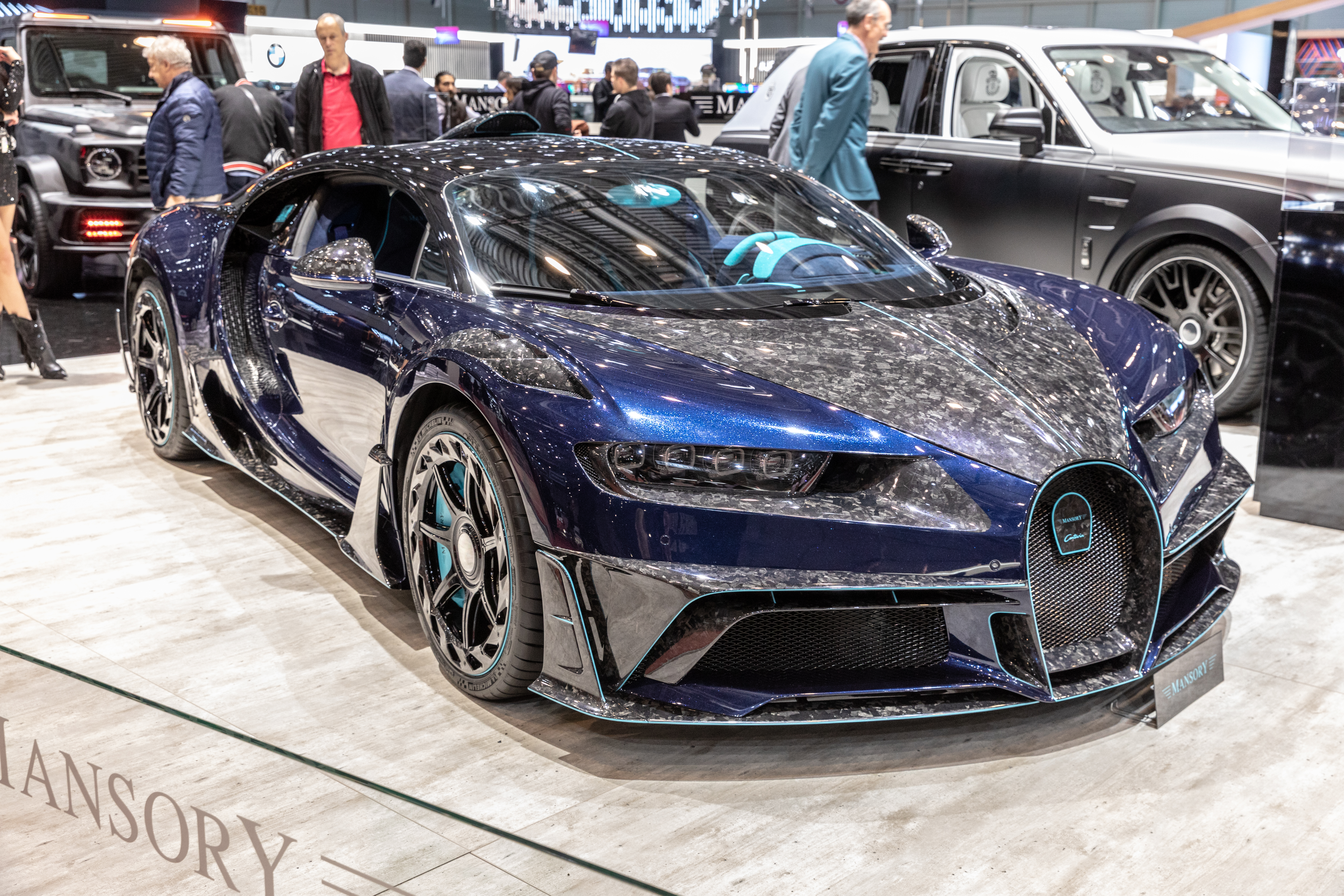
Mansory Bugatti Chiron Centuria
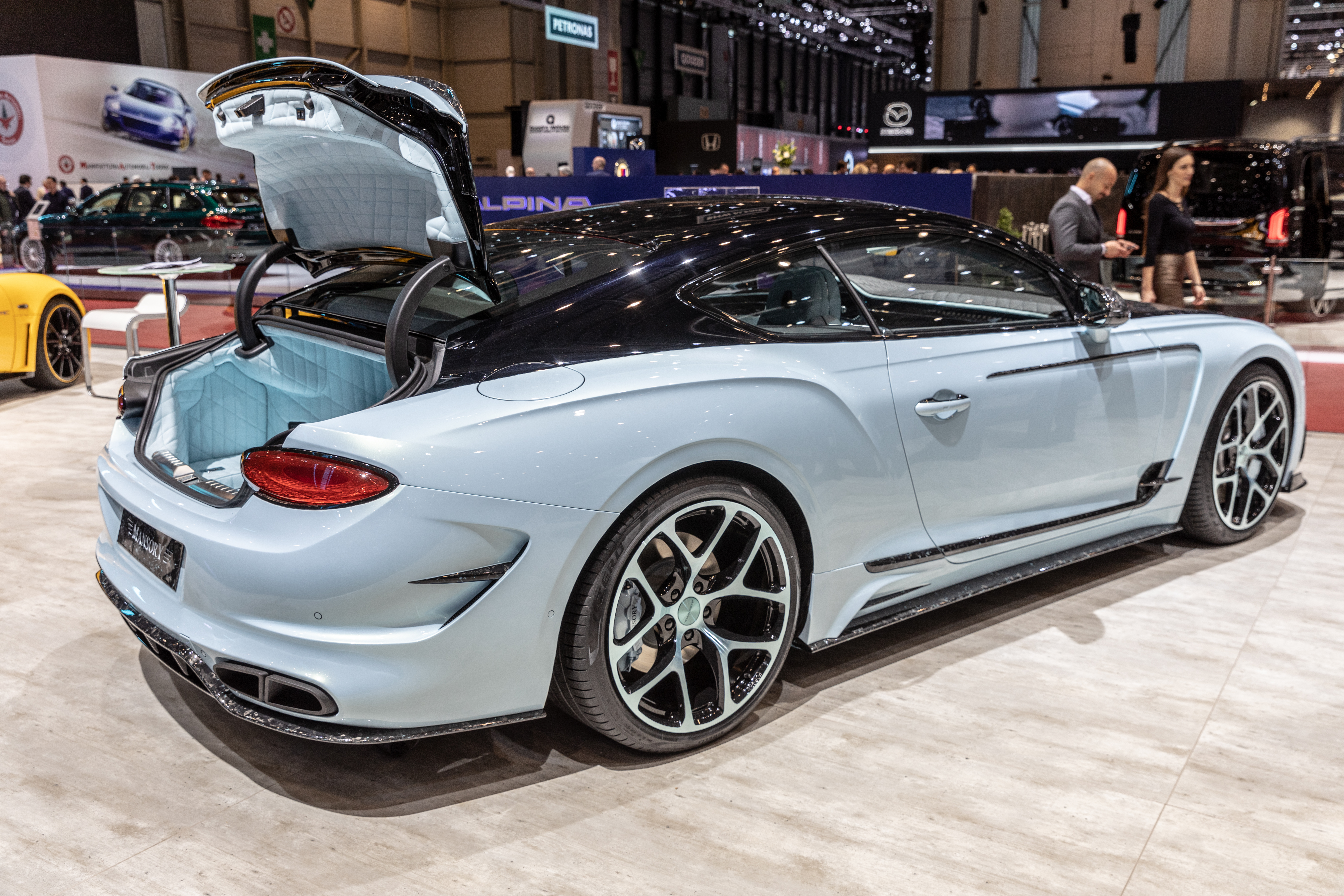
Bentley Continental GT Mansory
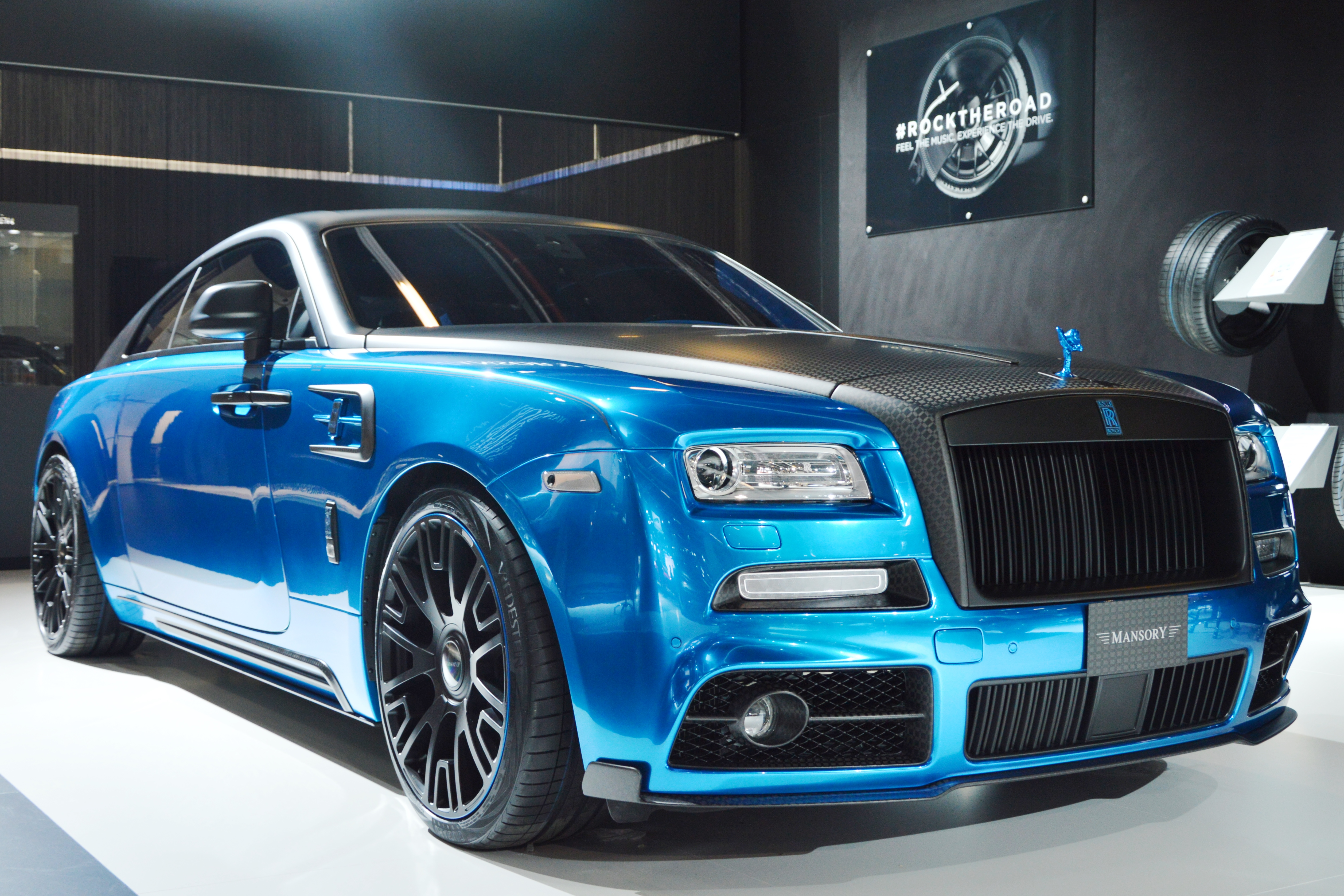
Rolls-Royce Wraith Mansory
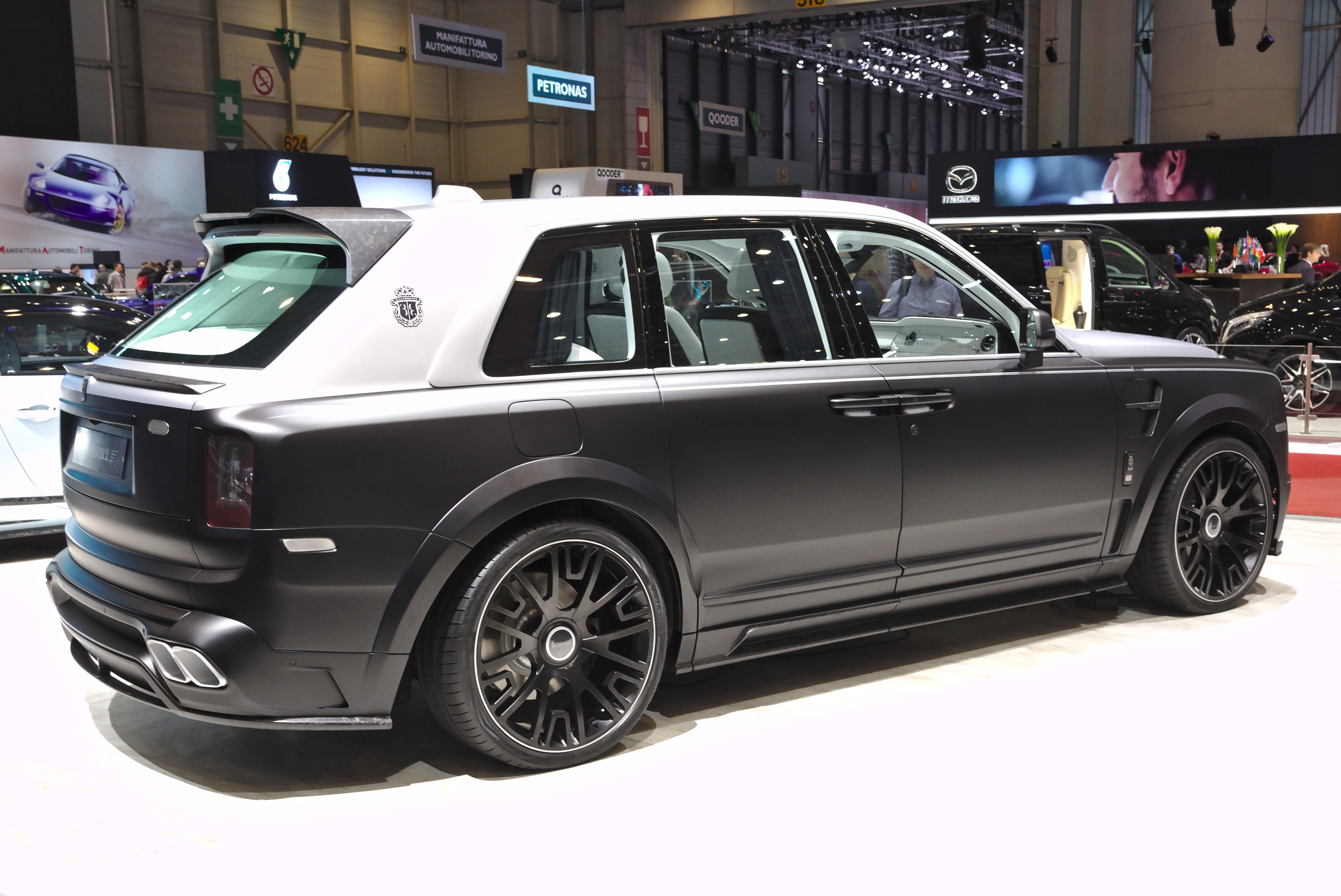
Rolls-Royce Cullinan Mansory Billionaire
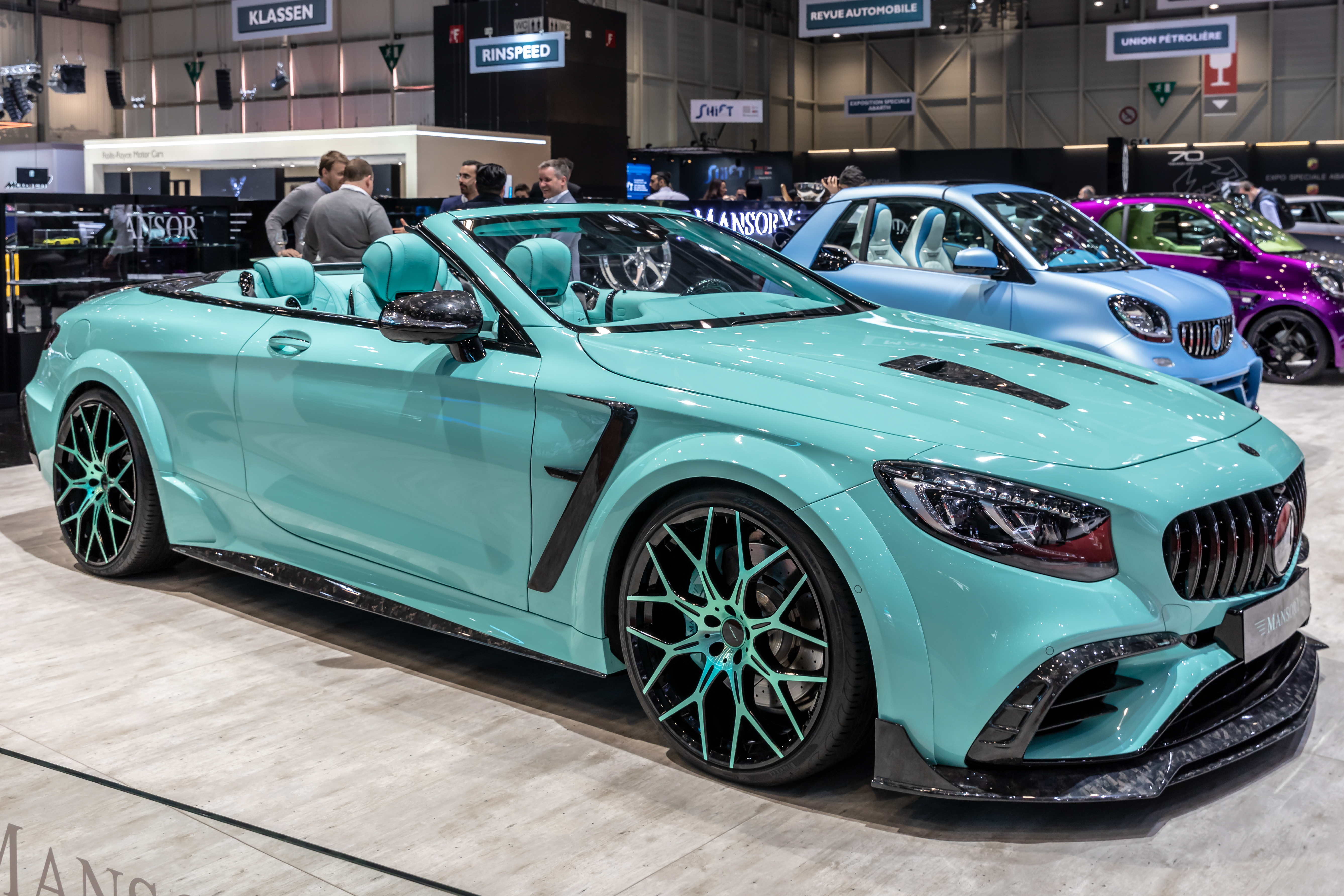
Mercedes-AMG S63 Mansory Apertus
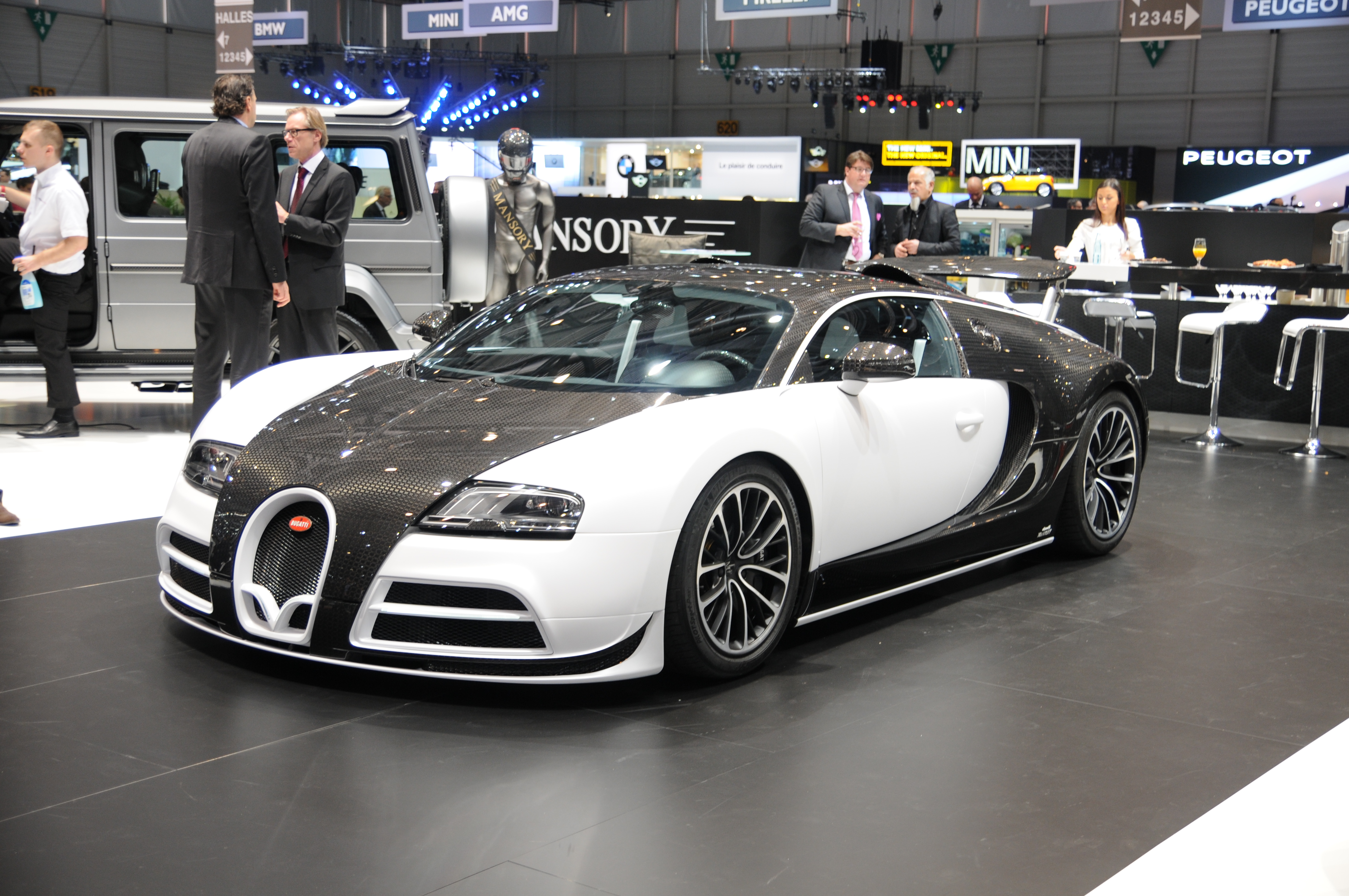
Bugatti Veyron Mansory Vivere
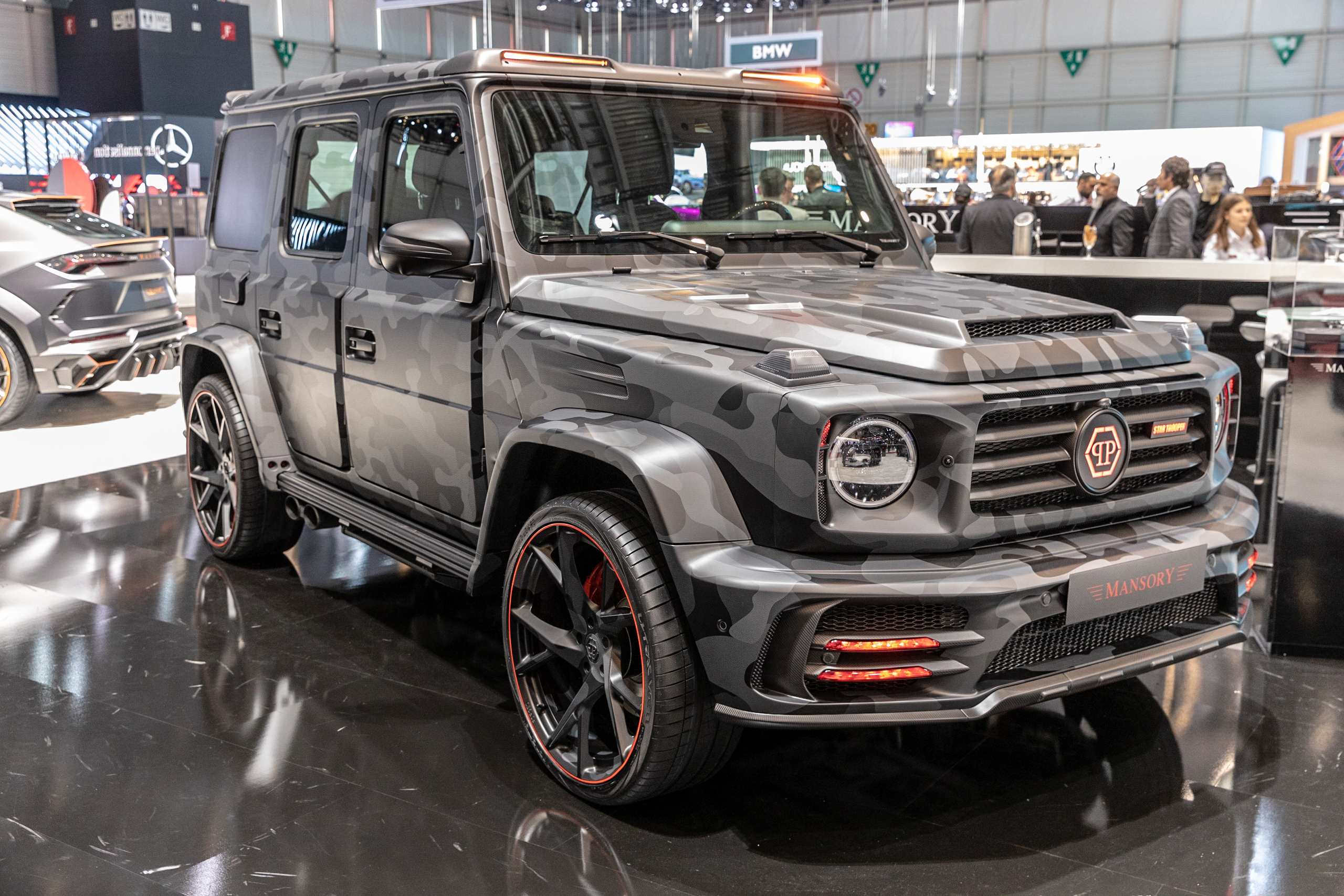
Mercedes-AMG G63 Mansory Star Trooper
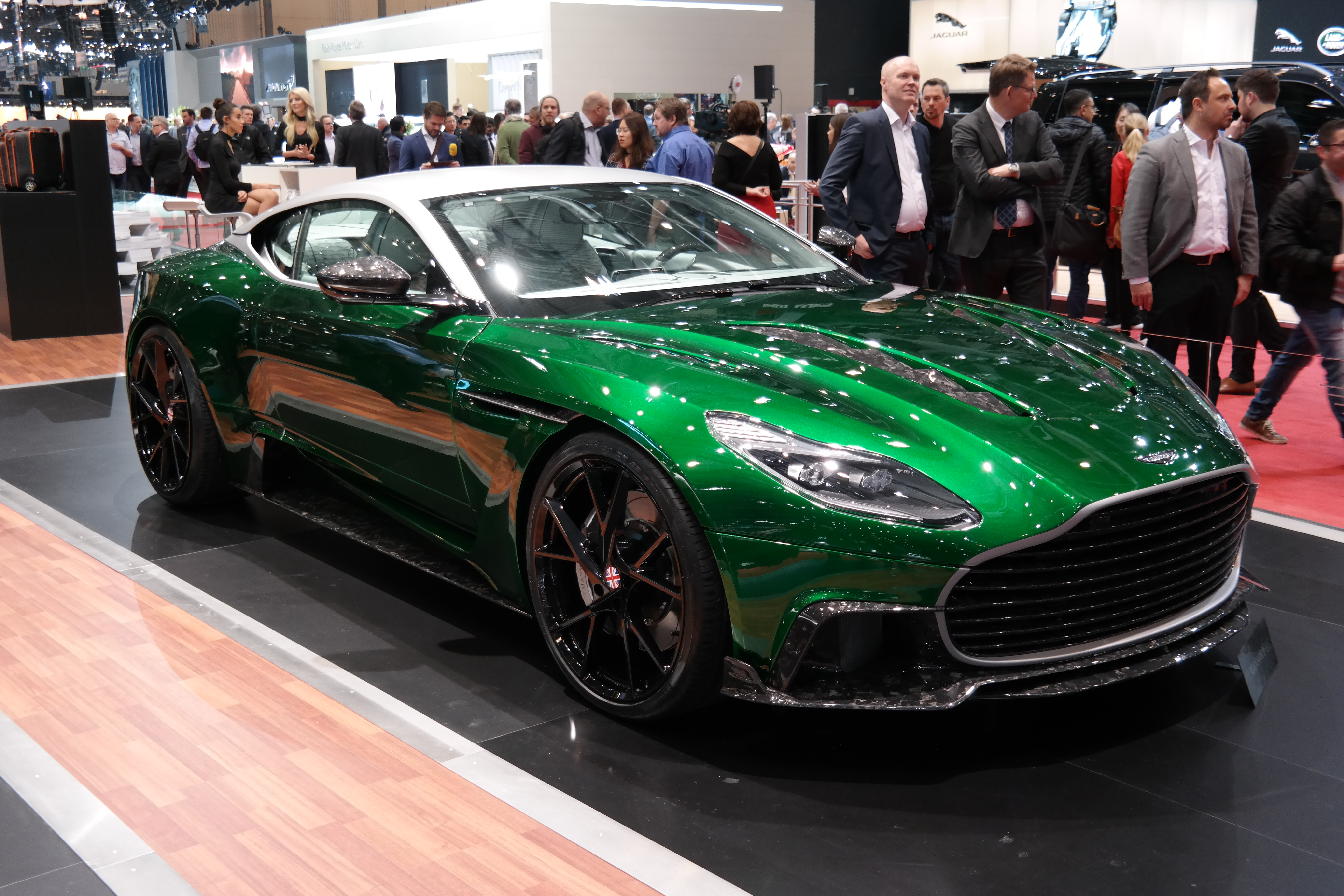
Aston Martin DB11 Mansory Cyrus

Abt · AC Schnitzer · Alpina · ASI · ASI Green · Brabus · Carlsson · Edo Competition · FAB-Design · Gemballa · Hamann  · Hartge · Hofele · JE Design · Koenig Specials · Lotec · Lumma · Mamerow · Mansory · Manthey · MTM · MS design · Musketier · Nothelle · Novitec · Novitec Rosso · Novitec Tridente · Roock · RS-Tuning · TechArt · VH · Zender · Mazdaspeed · Mugen · Nismo · Abbes · Madeno Racing · Mathijssen Technics · Total Car Concept · Ohlsen Developments · Königseder · O.CT Tuning GmbH · Bronto · Lada Tool · Air Design · Lingenfelter · Abbott · Autodelta · Breyton · Rinspeed · Sportec